# Prefect
Prefectul (din latină præfectus) este un oficial care poate îndeplini diferite funcții administrative sau politice. Biroul, departamentul sau zona de control al unui prefect se numește prefectură, dar există cazuri în care există un prefect fără prefectură sau vice versa.

## Etimologie
Numele provine din latină, unde înseamnă cel care a fost pus în fruntea ... și era un funcționar din Roma antică ce era numit de stat într-un post precis având atribuții bine definite.

## Prefect în Roma antică
În Roma antică, termenul Praefectus fără un alt calificativ, era titlul formal al multor oficiali militari sau civili de rang mediu, a căror autoritate era delegată de către o autoritate de rang superior.
Prefecți și procuratori romani în Provincia Iudeea:
- Coponius (primul prefect al provinciei; între anii 6-8 e.n.)
- Marcus Ambibulus (prefect, 9-12)
- Annius Rufus (prefect, 12-15)
- Valerius Gratus (prefect, 15-26)
- Pontius Pilatus (Pilat din Pont sau Ponțiu Pilat, prefect, 26-36)
- Marcellus (prefect, 36)
- Marullus (prefect, 37-41)
- Cuspius Fadus (procurator, 44-46)
- Tiberius Iulius Alexander Jr. (procurator, 46-48)
- Ventidius Cumanus (procurator, 48-52)
- Marcus Antonius Felix (procurator, 52-60)
- Porcius Festus (procurator, 60-62)
- Lucceius Albinus (procurator, 62-64)
- Gessius Florus (procurator, 64-66)

Între anii 41-44 Iudeea a fost un stat condus de regele vasal Herodes-Agrippa I. După anul 44 Iudeea redevine provincie romană, guvernată de procuratori.

### Prefecți Praetorieni
Prefectul Praetorian (Praefectus praetorio) era la începuturile statului roman comandantul militar al gardei unui general, dar ulterior importanța acestuia a crescut odată cu creșterea importanței Gărzii pretoriene. Din perioada împăratului Dioclețian (c. 300) aceștia au devenit administratorii celor patru Prefecturi Pretoriene, nivelul de administrație de deasupra noilor create diocezethe și  a Provinciilor Romane.
Deoarece Egiptul avea statutul special de domeniu al coroanei, un grânar bogat și strategic, unde împăratul avea un statut aproape faraonic, spre deosebire de celelalte dioceze sau provincii, șeful acestuia era numit Praefectus Augustalis, indicând că acesta guverna în numele personala al împăratului.

### Prefecți de Poliție
- Praefectus urbi sau praefectus urbanus: era prefectul orașului, a cărui funcție era administrația Romei.
- Praefectus vigilum: comandantul corpului de Vigiles, ce aveau rolul de poliție și de pompieri ai orașului.

### Prefecți militari
- Praefectus alae: comandantul unui batalion de cavalerie.
- Praefectus castrorum: comandantul unui castru.
- Praefectus cohortis: comandantul unei cohorte.
- Praefectus classis: comandantul flotei.
- Praefectus equitatus: comandant de cavalerie.
- Praefectus equitum: comandant de cavalerie.
- Praefectus fabrum: ofițer responsabil al corpului de fabri, ingineri și artizani.
- Praefectus legionis: comandant al unei legiuni.
- Praefectus legionis agens vice legati: comandant activ al unei legiuni.
- Praefectus socium (sociorum): ofițer roman aflat la comanda unui grup ala sociorum (unitate recrutată din rândul sociilor, popoare italice cu statut privilegiat în cadrul imperiului).

### Prefect al aprovizionării
Prefect al aprovizionării (praefectus annonae). În timpul Republicii, edilii erau însărcinați cu aprovizionarea Romei cu grâu și cu alimente de primă necesitate. Cezar înființase chiar funcții de aediles Ceriales, specializați în acest domeniu ) precum și în organizarea jocurilor în cinstea lui Ceres. August i-a desărcinat însă și a înființat funcții de curatores framendi; apoi, lasfârșitul domniei sale, a înființat o prefectură a aprovizionării, al cărei titular, ales din rândurile clasei cavalerilor, exercita jurisdicția care corespundea funcțiilor sale.

### Prefect al orașului
Prefect al orașului (praefectus Urbi). În ultimii ani ai Republicii, consulii care lipseau din Roma puteau numi un prefect al Orașului pentru a-i înlocui în atribuțiile lor administrative. În timpul Imperiului, prefectura Orașului a devenit instituție permanentă: prefectul, ales dintre senatori și de preferință dintre consulari, are misiunea de a asigura liniștea în Roma și pe o rază de o sută de mile de jur împrejur. El exercită, de asemenea, jurisdicția penală și, în secolul al III-lea, jurisdicția civilă.

### Prefect al paznicilor
Prefect al paznicilor (praefectus vigilum). August, care a organizat o miliție de șapte cohorte de străji, recrutate din rândurile sclavilor și liberților, însărcinați să lupte împotriva incendiului și să asigure ordinea pe străzi, în timpul nopții, a numit în fruntea lor un prefect recrutat din rândurile clasei cavalerilor.

### Prefect al pretoriului
Prefect al pretoriului (praefectus praetorio). În epoca Imperiului, doi prefecți ai pretoriului, aleși din rândurile clasei cavalerilor, comandă cohortele pretoriene, care constituie garda imperială. Însă foarte de timpuriu ei primesc și comanda tuturor armatelor din Italia. În plus, în secolul al II-lea, rolul lor devine din ce în ce mai politic și juridic: ei prezidează consiliul imperial în absența împăratului și au o jurisdicție penală și civilă, care se extinde treptat. Când Dioclețian împarte Imperiul în patru prefecturi, el numește în fruntea fiecăreia dintre ele un prefect al pretoriului.

## Prefect în perioada feudală
În latina medievală, termenul præfectus era utilizat pentru a indica diferite poziții administrative, militare, judiciale, etc., de obicei împreună cu un termen vernacular precis.

## Prefect eclesiastic
Termenul este utilizat de către Biserica Romano-Catolică a cărei terminologie legală este bazată foarte mult pe terminologia legală romană.
- Curia Romană, aparatul administrativ al Vaticanului, are doi prefecți: Prefectura casei pontificale (latină: Præfectura Pontificalis Domus) și Prefectura Afacerilor Economice a Sfântului Scaun (latină: Præfectura Rerum Œconomicarum Sanctæ Sedis).
- Titlul este acordat de asemenea și șefilor unor congregații, ce sunt de obicei cardinali, uneori numiți "Pro-Prefect".
- Un Prefect Apostolic este un clerc ce conduce o prefectură apostolică, o jurisdicție teritorială romano-Catolică cu funcție de dioceză instalată de obicei într-o zonă misionară sau într-o țară care este anti-religioasă (de ex. China). Nu este o dioceză, dar este concepută pentru a devnii în timp una.

## Prefect în administrația modernă sub-națională
- În Franța, un prefect (franceză préfet) este reprezentantul statului în teritoriu existând unul în fiecare departament. Regiunile Franței au un prefect al regiunii (franceză: préfet de région) care este prefectul departamentului unde se află reședința regiunii. Instituția în care se află prefectul se numește prefectură (franceză: préfecture) acest termen fiind folosit pentru a indica și orașul de reședință. Sub-prefecți (franceză: sous-préfets) sunt subalterni ai prefectului care se află în arondismente, orașul reședință al unui arondisment fiind numit sub-prefectură (franceză: sous-préfecture). Prefectul este subordonat ministerului de interne francez și are rolul de a emite cărți de identitate, pașapoarte, titluri de sejur pentru străini, gestionează înmatricularea autoturismelor, înregistrează asociații și conduce poliția și pompierii din departament. În Paris și departamentele învecinate din regiunea Île-de-France situația este diferită. Există o singură prefectură de poliție (franceză: préfecture de police)  aflată sub responsabilitatea directă a ministrului de interne.

Modelul francez a fost copiat într-o serie de alte țări:
- În unele foste colonii franceze și belgiene
- În Italia, un prefect (italiană prefetto) este reprezentantul statului într-o provincie. Agenția acestuia se numește prefettura.
- În unele țări din America Latină a fost introdus un model de tip francez ce a fost introdus în Spania din 1833.

Alte tipuri de prefect:
- În Quebec, un prefect (préfet) este șeful municipalității generale de comitat (franceză municipalité régionale de comté).
- În Brazilia, un prefect (portugheză prefeito) este șeful ales al ramurei executive a unei municipalități.

## Prefect în România
În România, un prefect este reprezentantul Guvernului la nivelul județelor. Rolul lor este acela de a conduce serviciile deconcentrate ale ministerelor și ale altor organe ale administrației publice centrale din unitățile administrativ-teritoriale.
Instituțiile prefectului au rolul de a îndeplini atribuțiile și prerogativele conferite prefectului prin Constituția României, Legea administrației publice locale nr. 215/2001 și Legea nr. 340/2004 privind instituția prefectului. Conform prevederilor Legii nr. 340/2004 prefectul este reprezentantul Guvernului pe plan local și conduce serviciile publice deconcentrate ale ministerelor și ale celorlalte organe ale administrației publice centrale din unitățile administrative - teritoriale.
Până la data de 1 ianuarie 2006, prefecții erau oameni politici cu carnet de membru de partid. Odată cu intensificarea procesului de integrare în Uniunea Europeană, se impunea depolitizarea acestei instituții după modelul francez.
De la 1 ianuarie 2006, prefecții și-au pierdut statutul de demnitari și au devenit înalți funcționari publici.
De asemenea, prefecții au fost obligați să demisioneze din partidele politice din care făceau parte. Prefecții și subprefecții sunt numiți în funcție de Guvern, dintre membrii corpului înalților funcționari publici. Funcția publică de secretar general al prefecturii s-a transformat în funcția publică de subprefect. Prefectul va fi astfel ajutat în munca sa de doi subprefecți, iar în București de trei subprefecți.